# آنیتا راچولیشویلی
آنیتا راچولی‌شویلی (گرجی: ანიტა რაჭველიშვილი, ra-tch—veli-shvili; زاده ۱۹۸۴ در تفلیس) یک متزوسوپرانو اپرایی از گرجستان است. او به‌ویژه به‌خاطر اجرای آثار جوزپه وردی شناخته می‌شود؛ ریکاردو موتی، رهبر ارکستر، در سال ۲۰۱۸ گفته است: «او بدون شک بهترین متزوسوپرانو وردی در جهان امروز است. بدون شک.» او همچنین به‌خاطر اجرای نقش کارمن اثر ژرژ بیزه نیز شناخته شده است. مجله Opera News اعلام کرده است که «راچولی‌شویلی یک حضور دراماتیک منحصر به فرد است. چشمان تیره و دودآلود او و موهای مشکی فر شده‌اش چشمگیر هستند، اما آنچه که غیرمعمول است، تضاد بین سطح آتشین و ویژگی درونی متمرکز به نظر می‌رسد که قدرتی را از یک فضای مخفی می‌کشد.»
در آغاز دوران حرفه‌ای خود، او به جوان‌ترین خواننده‌ای تبدیل شد که در لا اسکالا فصل جدید را آغاز کرد. گزارشی از نیویورک تایمز در اواخر سال ۲۰۱۸ بیان کرد که او در آن سال به بالاترین سطح حرفه‌اش دست یافته بود. منتقد آمریکایی الکس راس دربارهٔ توانایی‌های او گفته است: «خانه اپرا باید به او اجازه دهد هر کاری که می‌خواهد انجام دهد: هنرمندان با این سطح از توانایی دلیل وجود اپرا هستند.»

## دوران کودکی
راچولی‌شویلی در تفلیس در دوران جمهوری شوروی سوسیالیستی گرجستان رشد کرد. مادر او در رقص فولکلور و باله فعالیت می‌کرد، پدرش آهنگساز و گیتاریست باس بود و هر دو مقداری نیز آواز می‌خواندند. آنیتا جوان در شرایط دشواری پس از فروپاشی اتحاد جماهیر شوروی بزرگ شد، از جمله در تفلیس که «هیچ برق، آب یا غذایی نبود، هیچ‌چیز.» او به زبان‌های گرجی، انگلیسی و چند زبان دیگر مسلط است.